# Chemin de fer Fribourg–Morat–Anet
Le Chemin de fer Fribourg–Morat–Anet (FMA) est une ligne de chemin de fer à voie normale de 32 km reliant la gare de Fribourg à gare d'Anet (Ins) en passant par la gare de Morat. C'était également le nom de la compagnie qui l'exploitait jusqu'en 1942. La ligne fait actuellement partie du réseau des Transports publics fribourgeois.

## Histoire
La ligne Fribourg-Yverdon, qui passe à Givisiez, est mise en service en 1876 par la Compagnie de la Suisse occidentale. La société du Chemin de fer Fribourg-Morat ouvre le tronçon qui part de la jonction avec cette ligne à Givisiez et qui arrive à Morat le 23 août 1898. À Morat, la ligne rejoint la ligne Palézieux-Fräschels de la Compagnie de la Suisse occidentale.
En 1901, la société change de nom pour devenir la compagnie du Chemin de fer Fribourg-Morat-Anet. La construction de l'extension Muntelier-Löwenberg-Anet, qui part de la ligne Palézieux – Lyss à Muntelier et qui rejoint la ligne Berne–Neuchâtel à Anet, commence en février et l'exploitation débute le 1er mai 1903. Le 23 juillet 1903, l'ensemble de la ligne de chemin de fer est électrifié par un troisième rail à contact latéral en courant continu. Au fil des ans, le FMA a utilisé des tensions comprises entre 750 et 900 volts. Avec l'électrification progressive des lignes des CFF environnantes, le FMA a finalement ré-électrifié ses lignes avec du courant alternatif fourni par une ligne aérienne, sous courant 15 kV 16⅔ Hz.
Le 1er janvier 1942, les Chemins de fer électriques de la Gruyère (CEG), le Chemin de fer Fribourg-Morat-Anet (FMA) et le Chemin de fer Bulle–Romont (BR) fusionnent et créent les Chemins de fer fribourgeois Gruyère–Fribourg–Morat (GFM). Le 1er janvier 2000, les GFM fusionnent avec la compagnie des Transports en commun de Fribourg (TF) pour former les Transports publics Fribourgeois (TPF).